# 八大綜合台
八大綜合台（又稱：GTV綜合台），為八大電視旗下的綜合娛樂頻道。

## 沿革
- 2015年9月14日起，啟用高畫質版本「八大綜合台HD」。
- 2016年8月17日起，提供雙語服務。（需申裝有線電視數位機上盒方能切換）

## 外部連結
- 八大綜合台（页面存档备份，存于）（繁體中文）